# Cerca-Carvajal
Cerca-Carvajal (Haitianisch-Kreolisch: Sèka Kavajal) ist eine Gemeinde im Département Centre von Haiti. Das Gebiet der Gemeinde grenzt an das Département Nord-Est.

## Geschichte
Der im Jahr 1915 gegründete Ort Cerca-Carvajal gehörte, wie andere Gemeinden des Departements Centre, zur Dominikanischen Republik. Ihr Name ist spanischen Ursprungs und setzt sich aus zwei Wörtern zusammen: zum einen „Cerca“, was so viel bedeutet wie „mit Bäumen bepflanzter Ort“ und "Caravajal", was der Name des ersten Besitzers der Ländereien ist, der dann in „Carvajal“ umbenannt wurde. Erst im Jahr 1874 wurde die Region offiziell Haiti angegliedert.
Cerca Carvajal erhielt 1978 den Status einer Gemeinde.
Auf Einladung des Gemeindevorstehers besuchte die damalige Ministerin für Tourismus, Stéphanie Villedrouin, Cerca-Carvajal im November des Jahres 2012. Wichtigster Programmpunkt war die Besichtigung einer im März 2012 entdeckten Höhle, die den aufständischen Cacos während der Besetzung Haitis durch die Vereinigten Staaten als Unterschlupf diente. Die 52 einzelne Grotten umfassende, natürliche unterirdische Anlage erhielt nach dem Anführer der früheren Nutzer den Namen Grotte Benoit Batraville.

## Lage und Beschreibung
Neben dem Stadtzentrum Ville de Cerca-Carvajal besteht ein Gemeindebezirk:
- Rang mit Bois Couleuvres, Bois d'Orme, Bourgeois, Caimittes, Céde, Cercadie, Corosier, Digo, D'Lo Contrée, Etriac, Garette, Goudabier, La Sienne, Marinette, Menos, Nan Bota, Nan Goro, Nan Gustin, Nan Ranc, Nan Rang, Paincroix, Pêtoie, Plateau-Paincroix, Ravine-Anguille, René, Roche-Tempée, Savane-Caimittes, Savane-Jeanne, Teresi und Trois Bois Pins.

Die Route Départementale RD-305 verbindet Cerca-Carvajal mit der Route Nationale RN-3 (11 Kilometer westlich).